# Club Atlético Platense (baloncesto)
El Club Atlético Platense es una entidad polideportiva de Argentina. Tiene sedes sociales y deportivas tanto en Florida, partido de Vicente López (justo en el límite con la Ciudad Autónoma de Buenos Aires) como en el barrio de Saavedra, en la Comuna 12 de la Ciudad Autónoma de Buenos Aires. Fue fundado el 25 de mayo de 1905 en la ciudad de Buenos Aires. 
Sus principales deportes son el fútbol y el básquet. En este último deporte participó en la segunda división nacional, a la que accedió mediante invitación en 2015, hasta mediados de 2019, cuando fue campeón de la temporada 2018-2019 y logró el ascenso a la Liga Nacional.

## Historia

### Nuevo siglo y participaciones federales
En 2007, el presidente de la subcomisión de básquetbol, Fernando Wendt, logró cumplir el sueño de tener una cancha con piso de parqué flotante. A partir de ahí, el básquet calamar vivió una serie de cambios y logros. En 2008, ante el retiro de la categoría sub-23, el club decidió inscribir un equipo de primera división en la Liga de Tres de Febrero, repatriando para eso a varios jugadores que se habían ido a jugar en otros clubes y también convocó a exjugadores de años atrás. Ese mismo año, en su debut, este equipo logró su primer ascenso de la C a la B y también su primer título de Campeón.
En 2009, fue el año del retorno del básquet grande a Platense. Los equipos de Cadetes y Juveniles llegaron a los play-off. El equipo de Primera de la Liga Tres de Febrero logró el subcampeonato y un nuevo ascenso, esta vez a 1.º A. Y la otra Primera, la que juega en Capital Federal, también ascendió a 1.º A, quedando así a tan solo un escalón del básquet profesional. En 2012 se consigue el campeonato de la máxima categoría de primera división en Capital Federal, venciendo en una serie al club Náutico Hacoaj.
En 2013 participó en el tercer escalón del básquet nacional, el Torneo Federal. Comenzó la temporada 2013-2014 integrando la Conferencia Capital Bonaerense, donde ganó diecisiete de los veintiocho partidos que jugó, y terminó cuarto, accediendo así a la reclasificación regional sur, donde disputó una serie al mejor de tres partidos ante Atenas de Carmen de Patagones. El primer partido de la serie se jugó en Vicente López y lo ganó el local 72 a 68, mientras que los dos restantes se jugaron en Carmen de Patagones donde ganó el local el primero (81-68) e igualó la serie, y ganó el segundo (80-63) para así eliminar al conjunto "calamar".
De cara a la temporada 2014-2015 el plantel estuvo integrado por los refuerzos Alejandro Pappalardi, Lucas Gornatti, Nicolás D’Arrigo, Sebastián Farías, Alfio Ezequiel Niello, Sebastián Sevegnani y Maximiliano Actis Benítez, sumados a Ignacio Romani y Fabián Gabriel que continuaban de la pasada temporada. El entrenador fue Alejandro Vázquez. El equipo ganó la conferencia capital-bonaerense de manera clara, imponiéndose en 21 de los 28 partidos jugados y clasificó de manera directa a los cuartos de final. En dicha instancia se emparejó con Unión Vecinal de La Plata en una serie al mejor de cinco donde tuvo ventaja de localía el "calamar". El primer partido lo ganó 91 a 84 y el segundo encuentro fue para el visitante 74 a 69, así la serie viajó empatada a La Plata. En la ciudad de las diagonales Unión Vecinal ganó el tercer partido 75 a 63, pero el cuarto juego lo ganó la visita (83 a 88) e igualó la serie. En Vicente López se jugó el quinto y definitivo partido que lo ganó el local 88 a 69 y avanzó de ronda. En semifinales regionales se enfrentó a Temperley en serie al mejor de cinco y nuevamente comenzó ganando (93 a 79) el equipo de Alejandro Vázquez, y esta vez logró mantener la localía al imponerse en el segundo partido 92 a 75. En cancha del "gasolero" ganó el local los dos partidos (73 a 68 y 87 a 63) e igualó la serie. En su cancha el equipo "calamar" logró imponerse (77 a 75) y llegar a la final regional, donde se definía un ascenso a la segunda división. En la final por el ascenso se enfrentó a Olimpo de Bahía Blanca. En esta serie comenzó perdiendo el primer encuentro, en casa, 72 a 90, y a pesar de ganar el segundo partido (87 a 76) perdió los dos partidos en Bahía Blanca (74 a 62 y 73 a 69) y no logró el ascenso.

### Ascenso y temporadas en segunda división
A pesar de no lograr el ascenso por mérito deportivo, la Asociación de Clubes de Básquetbol, ente que organiza las dos primeras divisiones nacionales en Argentina decidió mandar una invitación al club para formar parte de una nueva expansión de la segunda división. Tras aceptar la invitación encaró la temporada 2015-2016 del Torneo Nacional renovando con el entrenador Alejandro Vázquez, además sumó al alero Guillermo López, Ignacio Romani y Lucas Gornatti como bases, los ala-pívot Alejandro Pappalardi y Sebastián Morales, y el pívot Darío Mansilla, además de Facundo López Banegas y el extranjero Antwaine Wiggins. Comenzó el torneo integrando la División Centro Sur, en la cual ganó nueve de los doce encuentros, siendo el mejor equipo de esa primera ronda, y en la segunda ronda llegó a ganar dieciséis juegos de los veinticuatro, llevándolo así a lo más alto de la tabla de la División Sur en su primera participación. Al ser el mejor equipo de la división avanzó a cuartos de final de manera directa, donde se enfrentó a Petrolero Argentino de Plaza Huincul en una serie al mejor de cinco partidos, que comenzó en Vicente López, donde el "calamar" ganó los dos encuentros (96 a 83 y 82 a 73) y viajó a Neuquén con ventaja. Como visitante perdió el tercer partido (77 a 83) pero ganó el cuarto (88 a 85) y cerró la serie. En semifinales de conferencia quedó emparejado con Huracán de Trelew y nuevamente comenzó ganando la serie al triunfar como local 95 a 91 y 79 a 59, pero en Chubut perdió los dos encuentros (79 a 67 y 72 a 71) y la serie se definió en un quinto partido. Como local volvió a triunfar (73 a 70) y llegó a la final de la división, las semifinales a nivel nacional, donde se enfrentó a Hispano Americano de Río Gallegos, que había quedado tercero en la fase regular. Esta vez no ganó como local (67 a 89 y 78 a 83) y perdió en el tercer partido (67 a 73), quedando eliminado del torneo en semifinales nacionales en su primera participación.
En su segunda participación en segunda división, en la temporada 2016-2017 el entrenador fue nuevamente Alejandro Vázquez, mientras que el equipo estuvo conformado por Ignacio Romani, Exequiel Cassinelli, Darío Mansilla, Alejandro Pappalardi, Facundo Vázquez, Juan Lugrin, Hilario Gutiérrez, Sebastián Burdman y Leonel Silva Toledo y los extranjeros Dartona Washam y Christian Nwogbo. En primera instancia disputó la división centro sur, donde logró siete victorias en doce juegos, mientras que en segunda ronda alcanzó diez partidos ganados en veinticuatro participaciones y terminó la fase regular décimo de la conferencia sur, clasificando a la reclasificación de conferencia. En reclasificación se emparejó con Temperley, que terminó séptimo y tuvo ventaja de cancha. El primer partido lo ganó Temperley 82 a 78, pero los siguientes tres los ganó el "calamar" y avanzó de ronda (78 a 69 como visitante, 86 a 75 y 90 a 71 como local). En cuartos de final de conferencia, octavos de final a nivel nacional, se enfrentó con Parque Sur de Concepción del Uruguay, que tuvo ventaja de localía. Los dos primeros juegos fueron en la provincia de Entre Ríos, y ambos los ganó el local (79 a 74 y 86 a 65) mientras que en Vicente López el tercer juego lo ganó Platense 85 a 70 pero perdió el cuarto partido 93 a 102 y quedó eliminado del torneo.
La temporada 2017-2018 fue la tercera participación del club en la división y tras renovar vínculo con el entrenador, el equipo se conformó con Facundo Zárate, Sebastián Mignani, Sebastián Morales, Ariel Eslava, Alejandro Pappalardi, Juan Pablo Lugrin, Genaro Lorio, Juan Bello, Mateo Cazabat y el extranjero Tyrone Lee. En primera instancia ganó la división centro sur con una marca de 11-3 y clasificó al Torneo Súper 4, que se disputó con los cuatro mejores equipos de la primera ronda de la liga. En ese torneo perdió el primer partido, las semifinales, ante Libertad de Sunchales 58 a 92. En segunda ronda logró 17 victorias en 26 partidos y terminó segundo de la conferencia sur, con la misma cantidad de puntos que Estudiantes de Olavarría, pero desfavorecido en el desempate. En octavos de final se emparejó con Atenas de Carmen de Patagones, al cual eliminó en tres juegos (78 a 56, 83 a 78 como local y 67 a 63, como visitante). En cuartos de final se enfrentó a Deportivo Viedma y la serie se estiró hasta un quinto partido (71 a 65 y 64 a 74 como local, 70 a 79 y 90 a 82 como visitante), que se jugó en Vicente López, y allí triunfó el local (71 a 60) para ganar la serie y llegar a semifinales nacionales, la final de la conferencia. En la final de la conferencia se enfrentó con Estudiantes de Olavarría, que había terminado primero de la conferencia y por ello tuvo ventaja de localía. Como visitante perdió los dos primeros partidos (66 a 84 y 75 a 83) y como local logró ganar el tercer partido para descontar (76 a 75), pero perdió el cuarto encuentro (75 a 77) y quedó eliminado del torneo.
En la temporada 2018-2019 el entrenador continuó siendo Alejandro Vázquez, mientras que el equipo estuvo conformado por Pablo Bruna, Felipe Pais, Lucas Goldenberg, Lucio Delfino, Alejandro Pappalardi, Juan Pablo Lugrin, Genaro Lorio y Cedric Blossom. Con esos jugadores en primera ronda logró ocho victorias y seis derrotas, quedando cuarto y arrastrando la mitad de los puntos para la siguiente fase. Ya con la segunda fase cerca de terminar se sumó Gastón Essengue al equipo principal. En la segunda fase logró 22 victorias en 26 partidos, marca que lo dejó en lo más alto de la tabla de cara a los play-offs. En octavos de final nacional, cuartos de conferencia se enfrentó a Club Tomás de Rocamora y ganó la serie 3 a 1 (70-56 y 81-66 como local, 68-80 y 75-73 como visitante) y accedió a semifinales de conferencia, donde se emparejó con Deportivo Viedma. Nuevamente ganó la serie 3 a 1 (75-73 y 65-61 como local, 70-73 y 90-85 como visitante) y alcanzó la final de conferencia igual que la temporada pasada, esta vez se enfrentó a Atenas de Carmen de Patagones. La final de conferencia también la ganó en cuatro juegos (81-62 y 84-70 como local, 64-69 y 86-82 como visitante) y así llegó a la final del torneo, donde se definió el ascenso, ante San Isidro de San Francisco. Como Platense tuvo mejor puntaje en la fase regular partió con ventaja de cancha, jugándose los dos primeros en Vicente López. El primer partido lo ganó el visitante 81 a 60, pero Platense empató la serie al ganar el segundo 76 a 58. Los dos siguientes juegos fueron en San Francisco, donde el primero nuevamente lo ganó San Isidro (79 a 66) y Platense empató la serie (64 a 55). En el conurbano bonaerense se definió el ascenso y Platense supo aprovechar su localía, se impuso 81 a 60 y logró el ascenso a la máxima categoría. Además logró la chance de disputar la Superfinal del torneo, y de ganarla, clasificar a una competencia internacional.

### Actualidad
Tras lograr el ascenso a la máxima división el equipo renovó contrato con el base Pablo Bruna, quien fue el mejor jugador de la pasada temporada en la Liga Argentina, y sumó a Sebastián Morales, procedente de Quilmes de Mar del Plata y a Alejandro Diez, que llegó de Ciclista Olímpico de La Banda. Más tarde renovaron contrato Genaro Lorio y Lucas Goldenberg y se sumaron Marcos Saglietti y Facundo Vázquez.

## Instalaciones
El club auspicia como local en el Microestadio Ciudad de Vicente López que fue inaugurado en 1964 y posee capacidad para 800 espectadores. El microestadio se encuentra en Juan Zufrategui 2021, en el mismo predio que se encuentra el estadio de fútbol del club, en Florida, partido de Vicente López.
En 2013 se llevaron a cabo mejoras importantes, como cambio de jirafas, tableros, aros, tableros electrónicos y relojes. Así también, se incorporaron tribunas y se modificaron accesos. Todo esto para estar en condiciones de afrontar el Torneo Federal de Básquetbol. En 2015 se realizaron más mejoras.
En 2020 comenzaron nuevas obras de remodelación en busca de otorgar las condiciones necesarias para su utilización en la Liga Nacional de Básquet. Principalmente, se construirán nuevas tribunas que llevarán la capacidad de estadio de 800 a 2800 espectadores. Las obras están estimadas a finalizar a mediados de 2021, permitiendo la utilizacion del estadio para la temporada 2021-22.

## Datos del club
- Temporadas en primera división: 7 amateur, 6 profesional (2019/20 - actualidad)
  - Mejor puesto en la liga: 3 veces campeón amateur (1951 a 1953)
- Temporadas en segunda división: 4 (2015-16 a 2018-19)
  - Mejor puesto en la liga: campeón (2018-19)
- Temporadas en tercera división: 2 (2013-14 y 2014-15)
  - Mejor puesto en la liga: campeón (1968).

## Plantel y cuerpo técnico

### Mercado de Invierno 2025
| Siguen de la temporada 2024-25 | Siguen de la temporada 2024-25 |
| Jugador                        | Posición                       |
| ------------------------------ | ------------------------------ |
| Eric Flor                      | Escolta                        |
| Franco Smaniotti               | Alero                          |

| Altas           | Altas      | Altas       |
| Jugador         | Posición   | Procedencia |
| --------------- | ---------- | ----------- |
| Martín Yangüela | Entrenador | -           |
| Julián Morales  | Alero      | Olímpico    |

| Bajas             | Bajas      | Bajas    |
| Jugador           | Posición   | Destino  |
| ----------------- | ---------- | -------- |
| Alejandro Vázquez | Entrenador |          |
| Santiago Barrales | Alero      | Oberá TC |
| Sebastián Morales | Ala-pívot  | Libre    |

## Entrenadores
| # | Ciclo | Entrenadores      | Mandatos  | Premios / Campeonatos  | R      |
| - | ----- | ----------------- | --------- | ---------------------- | ------ |
| 1 |       | Alejandro Vázquez | 2013-2025 | Liga Argentina 2018-19 | [ 61 ] |
| 2 |       | Martín Yangüela   | 2025-act. |                        | [ 59 ] |

## Jugadores destacados
Equipo campeón de la temporada 2018-2019 de La Liga Argentina, segunda división.
- Pablo Bruna
- Juan Pablo Lugrin
- Felipe Pais
- Cedric Blossom
- Gastón Essengue
- Lucas Goldemberg
- Alejandro Pappalardi
- Genaro Lorio
- Julián Ruíz
- Alejandro Vázquez (entrenador)

## Palmarés
| Caballeros - Liga Argentina de Básquet (Segunda división) (1) 2019 - Liga Amateur Argentina de Básquet (3) 1951, 1952, 1953 - Liga Amateur de Buenos Aires (18) - Primera "A" de Capital Federal (1): 2012 - Mejor equipo de la temporada regular (3): 2008, 2011, 2012 - Primera "B" de Capital Federal (1): 2007 - Mejor equipo de la temporada regular (4): 2001, 2003, 2006, 2007 - Primera "B" de Buenos Aires (1): 1972 - Primera "C" de Buenos Aires (1): 1968 | Damas - Liga Nacional de Básquet Femenino (5): 1990, 1994, 1998, 1999, 2000. - Subcampeón del Sudamericano Femenino de Clubes de Básquetbol (1): 1986. |